# Rheumaptera cunctata
Rheumaptera cunctata là một loài bướm đêm trong họ Geometridae.